# DNL 2004/05
Die Saison 2004/05 ist die fünfte Spielzeit seit Gründung der Deutschen Nachwuchsliga, der höchsten Nachwuchsliga im deutschen Eishockey.

## Teilnehmer
- EC Bad Tölz
- ECC Preussen Berlin (anstelle von EC Berlin Capitals)
- Eisbären Juniors Berlin
- SC Riessersee
- Kölner EC
- Krefelder EV
- EV Landshut
- Jungadler Mannheim
- Starbulls Rosenheim
- ES Weißwasser

## Modus
Die Vorrunde wurde als Doppelrunde ausgespielt.
Anschließend spielten die Mannschaften auf Platz 1 bis 8 die Playoffs während die Mannschaft auf Platz 10 sportlich aus der Liga abstieg.
Als Meister der Jugendbundesliga 2004/05 nahm der SC Bietigheim die Aufstiegsmöglichkeit in die DNL wahr.

## Tabelle nach der Vorrunde
| Pl. | Mannschaft              | Sp | S  | U | N | T   | GT  | Pkt |
| --- | ----------------------- | -- | -- | - | - | --- | --- | --- |
| 1.  | EC Bad Tölz             | 36 | 27 | 3 | 2 | 169 | 85  | 86  |
| 2.  | Jungadler Mannheim      | 36 | 27 | 2 | 1 | 204 | 87  | 84  |
| 3.  | EV Landshut             | 36 | 24 | 4 | 1 | 159 | 81  | 77  |
| 4.  | Kölner EC               | 36 | 22 | 4 | 1 | 147 | 95  | 71  |
| 5.  | Eisbären Juniors Berlin | 36 | 20 | 3 | 3 | 183 | 139 | 66  |
| 6.  | Starbulls Rosenheim     | 36 | 11 | 4 | 3 | 138 | 149 | 40  |
| 7.  | ES Weißwasser           | 36 | 11 | 4 | 1 | 128 | 194 | 38  |
| 8.  | Krefelder EV            | 36 | 9  | 7 | 3 | 107 | 143 | 37  |
| 9.  | SC Riessersee           | 36 | 8  | 5 | 3 | 105 | 178 | 32  |
| 10. | ECC Preussen Berlin     | 36 | 3  | 0 | 0 | 68  | 257 | 9   |

## Playoffs

### Viertelfinale
- EC Bad Tölz – Krefelder EV 2:1 (1:2, 5:0, 6:0)
- Jungadler Mannheim – ES Weißwasser 2:0 (4:0, 16:1)
- EV Landshut – Starbulls Rosenheim 2:0 (6:1, 4:2)
- Kölner EC – Eisbären Juniors Berlin 0:2 (1:3, 1:3)

### Halbfinale
- EC Bad Tölz – Eisbären Juniors Berlin 0:2 (2:5, 2:5)
- Jungadler Mannheim – EV Landshut 2:0 (6:1, 5:3)

### Finale
- Jungadler Mannheim – Eisbären Juniors Berlin 2:1 (8:3, 0:6, 7:5)